# Nu Andromedae
Nu Andromedae (35 Andromedae) é uma estrela binária na direção da constelação de Andromeda. Possui uma ascensão reta de 00h 49m 48.83s e uma declinação de +41° 04′ 44.2″. Sua magnitude aparente é igual a 4.53. Considerando sua distância de 679 anos-luz em relação à Terra, sua magnitude absoluta é igual a −2.06. Pertence à classe espectral B5V SB. É um sistema binário espectroscópico.